# Добропольский район
Добропо́льский район (укр. Добропільський район) — упразднённое административно-территориальное образование на северо-западе Донецкой области Украины. Центр — город Доброполье (не входит в состав района). Площадь — 949 км². Добыча каменного угля и огнеупорных глин.

## История
21 января 1959 года к Добропольскому району была присоединена часть территории упразднённого Андреевского района. Упразднён 30 декабря 1962 года, восстановлен 8 декабря 1966 года.
17 июля 2020 года в результате административно-территориальной реформы район был упразднен, территория района вошла в состав Покровского района.

## Население
Численность населения — 15182 (На 2019 год). Городское население: 1869 человек. Сельское население: 13 313 человек.
Данные переписи населения 2001 года
| N | Национальность | Количество | Уд. вес (%) |
| - | -------------- | ---------- | ----------- |
| 1 | Украинцы       | 18474      | 89,42       |
| 2 | Русские        | 1840       | 8,91        |
|   | Всего          | 20659      | 100,00      |

## Состав района
В состав района входят: 1 пгт (Святогоровка — 1905 чел.), 9 сельсоветов, 66 населённых пунктов, 17 колхозов, 3 совхоза, 4 промышленных предприятий, 4 стройорганизации, 2 ж/д станции, 46 медучреждений, 21 ОШ, 8 ДК, 47 библиотек.
Сельские советы:
- Анновский
- Добропольский
- Золотоколодезский
- Криворожский
- Никаноровский
- Нововодянский
- Новоторецкий
- Шаховский
- Святогоровский
- Светловский
- Шиловский

## Охраняемые природные территории
- Гектова балка (площадь — 4,13 км², охраняется большая популяция пиона узколистного (Paeonia tenuifolia) — причерноморского эндемика).
- Грузская балка
- Брандушка
- Кучеров Яр
- Никаноровский лес

## Достопримечательности
- Памятник архитектуры — усадьба в селе Зелёное (1887—1914).

## Археология
- Недалеко от села Владимировка, близ балки Попов Яр, находятся 5 древних курганов. В одном из курганов было обнаружено захоронение эпохи поздней бронзы (XIII век до н. э.), относящееся к срубной культуре[8]. Перекрывавшая захоронение каменная плита весом около 150 кг, испещрённая лунками и проточенными чёрточками, возможно является самым древним лунно-солнечным календарём, так как количество лунок на этой плите соответствует циклам Солнца, а количество черточек циклам Луны[9]. При раскопках кургана под селом Шахово, датируемого возрастом поздней бронзы (3,5—3,6 тыс. л. н.), было обнаружено языческое капище представителей срубной культуры с местом для идола и жертвоприношений, а рядом — парное захоронение и сосуд с пятью священными знаками, два из которых — свастика[10].